# Olympiskt mål

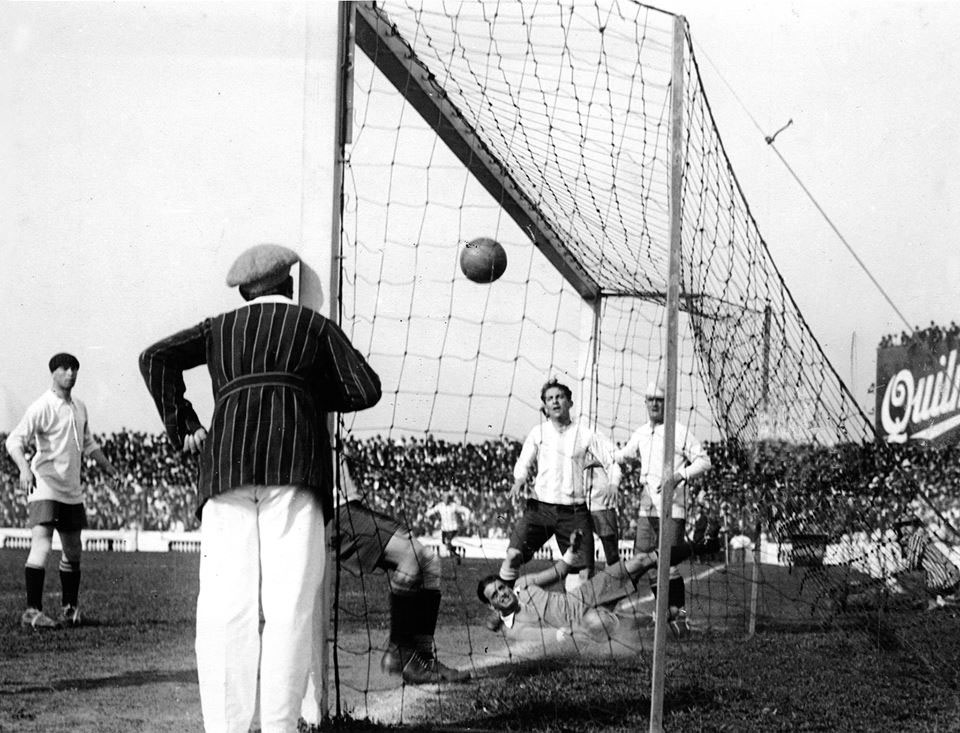
Cesáreo Onzaris mål på Uruguays målvakt Antonio Mazzali

Olympiskt mål (spanska: gol olímpico) är en fotbollsterm som används i spansktalande länder, främst i Sydamerika, där en spelare gör ett mål från en hörnspark, utan att bollen har vidrört en medspelare.
Termen fick sitt namn efter en vänskapsmatch mellan Argentinas- och Uruguays herrlandslag den 2 oktober 1924, där argentinaren Cesáreo Onzari gjorde ett mål på hörnspark. Målet kallades i media "el gol a los olímpicos" (fritt översatt: målet på olympierna/olympiamästarna), då Uruguay var regerande olympiska mästare i fotboll efter att ha besegrat Schweiz i finalen av OS 1924. Anmärkningsvärt är att en uruguayansk spelare gjorde ett mål på hörnspark i finalen, som domaren Marcel Slawick dömde bort. Uruguay skickade in en protest till IFAB som ändrade på reglerna den 14 juni 1924, som gjorde att mål som sköts från hörnsparkar tilläts.

## Utdrag av olympiska mål
- Det först olympiska målet gjordes av Billy Alston den 21 augusti 1924 i Skottland under en ligamatch mellan St. Bernard's FC och Albion Rovers FC.

- Marcos Coll från Colombia var den förste spelaren att göra ett olympiskt mål under världsmästerskapet i fotboll, då laget mötte Sovjetunionen vid VM 1962 i Chile, den 3 juni.[2]

- Rogelio Sosa Ramírez är den spelare med flest noterade olympiska mål, med 10 stycken för Real Betis, följt av Álvaro Recoba med 6 gjorda mål (5 för Nacional, 1 för Inter).[3]